# Danh sách vua Ipiros
Danh sách vua Ipiros dưới đây bao gồm tất cả vua và hoàng hậu, cùng với hoàng tử và công chúa cho đến khi người đại diện cuối cùng của Triều đại hoàng gia Aeacid và rồi một nền dân chủ được thành lập. Năm 168 TCN Ipiros trở thành tỉnh La Mã Epirus Vetus. Niên đại trong ngoặc đơn nêu rõ thời gian trị vì cần biết.
- Admetos (trước 470-430 TCN)
- Tharrhypas (430- 392 TCN)
- Alcetas I (390, 385 - 370 TCN)
- Neoptolemos I (370 - 357 TCN)

- Troas (Aeacide), giới quý tộc

Các bộ lạc của Ipiros vào thời cổ đại

- Arybbas (373 TCN - 343 TCN, 330 TCN - 319 TCN)
- Alexandros I (342-331/330 TCN)

- Ptolemaios I của Ipiros, giới quý tộc
- Helenos (Aeacide), giới quý tộc

- Aeacides (319-317 TCN)

- Deidamia I của Ipiros, con gái của Aeacides

- Neoptolemos I (317-313 TCN) Triều đại thứ hai
- Alcetas II (313 TCN – 306 TCN)
- Pyrros I (307 - 302 TCN)
- Neoptolemos II (302-297 TCN)

- Kadmeia (Aeacide), giới quý tộc

- Pyrros I (297 - 272 TCN) Triều đại thứ hai
- Alexander II (272-255 TCN)
- Olympias II của Ipiros nhiếp chính sau khi Alexandros II, chồng bà qua đời
- Pyrros II (255- 237 TCN) anh của Ptolemaios
- Ptolemaios (237- 234 TCN) em của Pyrros
- Pyrros III

- Nereis (Aeacide), giới quý tộc
- Deidamia (233 TCN), giới quý tộc, trị vì rất ngắn ngủi

- - Kết thúc chế độ quân chủ, xem Liên bang Ipiros